# De Fenix

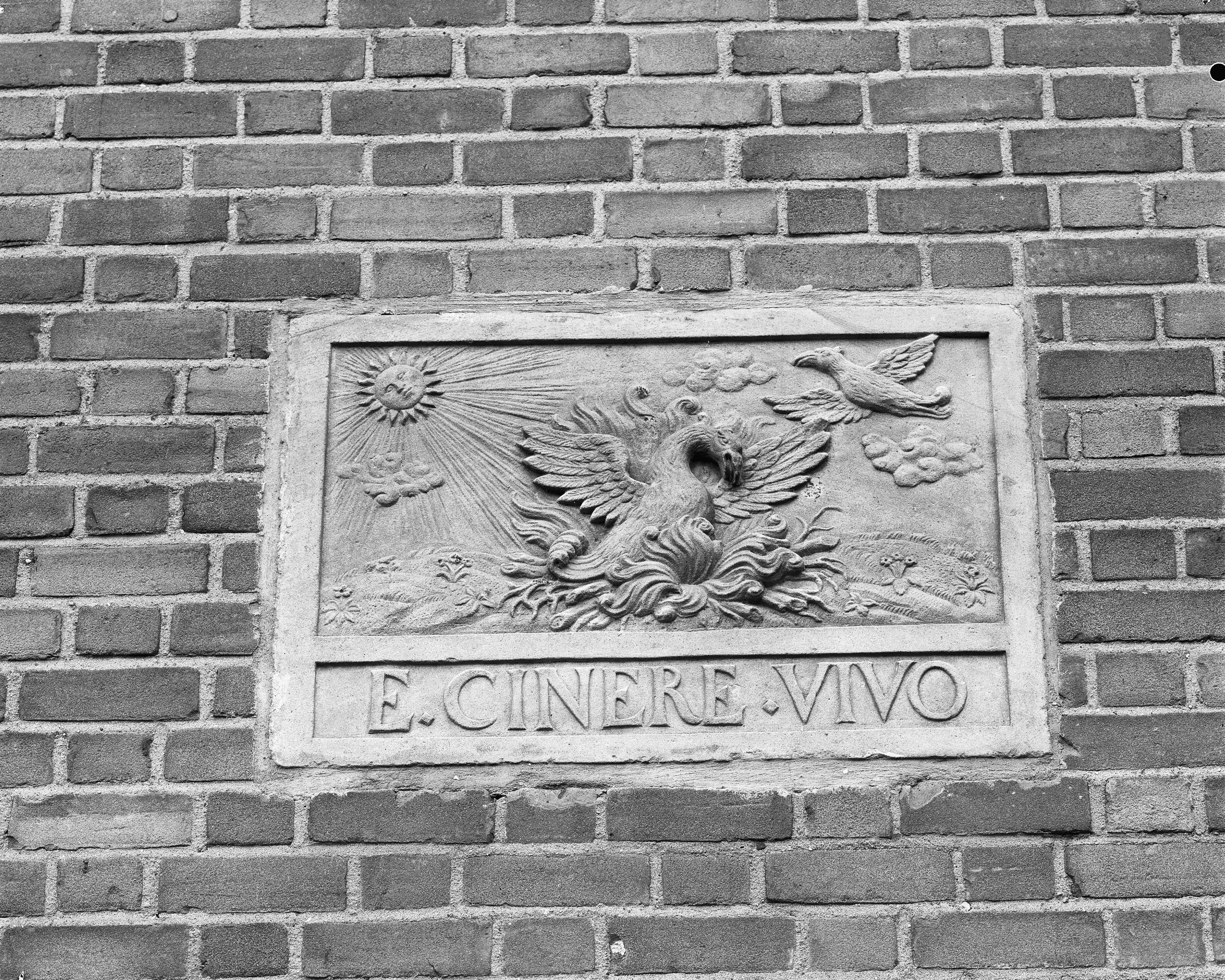
Gevelsteen met feniks en het motto E cinere vivo in de fabriek aan de Lijnbaan

De Fenix was een zeepfabriek, gevestigd aan de Lijnbaan te Zwolle. Het bedrijf vervaardigde vloeibare was- en reinigingsmiddelen, waaronder bleekwater.

## Geschiedenis
Reeds in 1719 was sprake van een zeepziederij met als motto: E cinere vivo (vanuit de as leef ik). Deze zeepziederij stond aan de huidige Thorbeckegracht en produceerde zachte zeep. Begin 19e eeuw zetelde het bedrijf aan de Waterstraat. In 1890 verkocht de toenmalige eigenaar, de firma Ter Meulen & Co., de fabriek aan de firma Joh. Taconis. In 1919 werd het, inmiddels Stoomzeepfabriek De Fenix genaamde, bedrijf verkocht aan Peter Broek & Koetsier, reeds eigenaar van een zeepfabriek in Coevorden. De zoon van Peter Broek, chemicus, begon in 1935 een eigen fabriek onder de naam: dr. A. Broek Chemische Fabriek De Fenix. In 1937 werd deze samengevoegd met de oorspronkelijke zeepfabriek onder de naam: P. & dr. A. Broek Zeepfabriek De Fenix.

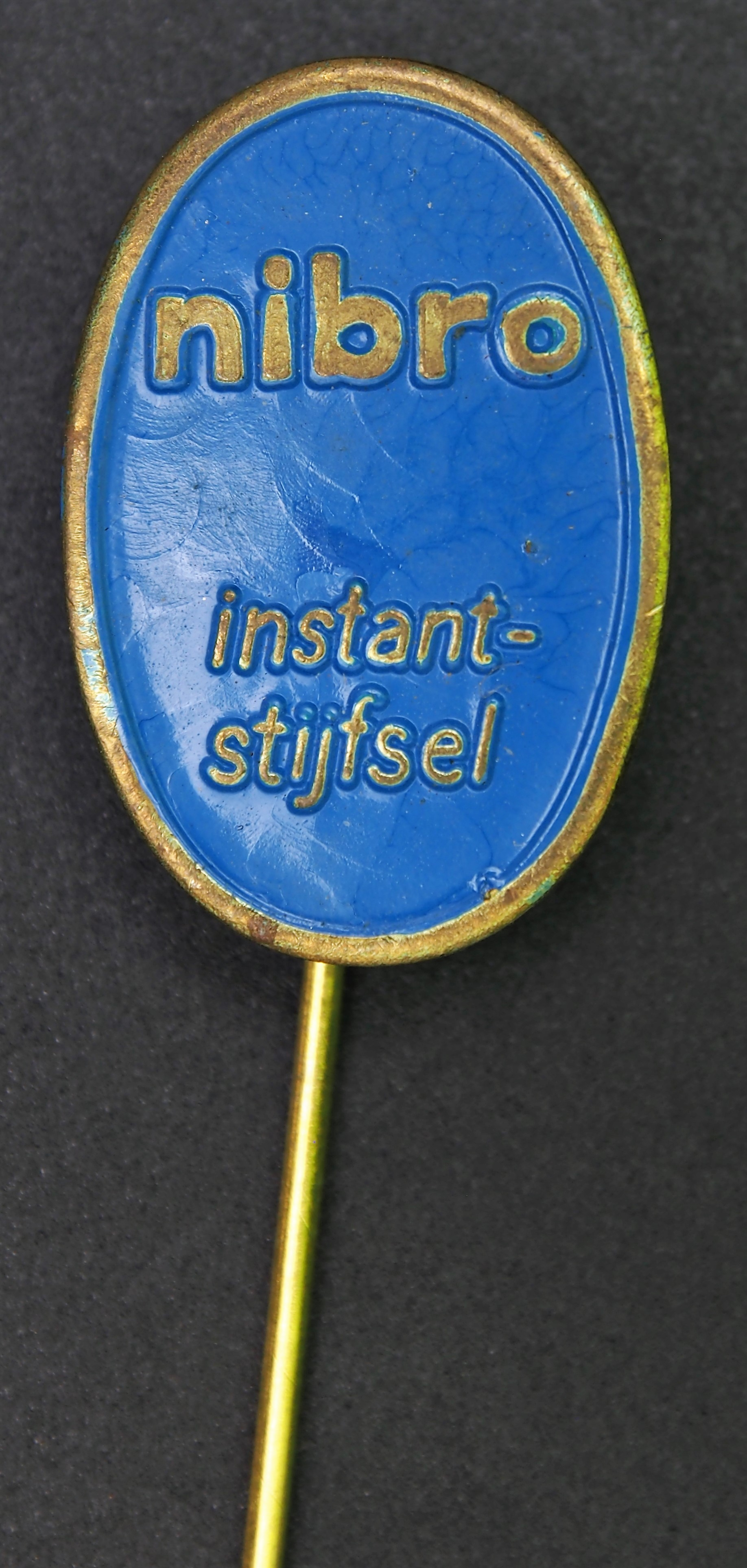
Reclamespeldje voor het stijfselmerk Nibro

Begin jaren 50 werden verscheidene panden in onder meer de Klokkensteeg opgekocht door het bedrijf, maar uiteindelijk waren er in de oude binnenstad geen uitbreidingsmogelijkheden meer en liepen de vrachtwagens in de smalle straatjes regelmatig vast. In 1956 kocht de familie Broek de terreinen van de gesloopte biscuitfabriek Helder aan de Lijnbaan, buiten de gracht ten westen van het oude centrum, en vestigde daar het nieuwe bedrijf. In de jaren 60 werkten er ongeveer 300 mensen en was het bedrijf een concurrent van Unilever. Op agressieve wijze dwong dat concern de familie uiteindelijk tot overname, hetgeen in 1964 geschiedde.
30 jaar lang was het bedrijf zeer winstgevend. In 1992 werd sluiting van de fabriek voorkomen, doordat de directie het bedrijf overnam. Dit mocht echter de A-merken Glorix, Dubro, Robijn en Lux niet meer voeren.
In 1997 werd de fabriek, die toen 70 werknemers telde, niettemin gesloten. De activiteiten ervan werden overgenomen door Trimoteur Operations Europe (TOEB), dat in 1994 werd opgericht door de directie van het Bredase Grada (fabrikant van onder meer Lodaline) en de durfkapitaalverstrekker Gilde, met als doel om de Grada-fabriek over te nemen van Sara Lee. TOEB had ook een fabriek in 't Zand, die echter sloot in 1996.
De activiteiten zouden worden voortgezet in de -toen 130 werknemers tellende- Grada-fabriek in Breda en de werknemers zouden zo veel mogelijk daarheen worden overgeplaatst. In 2004 sloot echter ook de Grada-fabriek, waarbij 135 ontslagen vielen.
Het pand van De Nieuwe Fenix werd nog gebruikt als opslagruimte en dergelijke, maar in 2006 werd het gesloopt. Slechts de gebrandschilderde ruit, waarop een feniks is afgebeeld, bleef gespaard en werd in het hierop volgende nieuwbouwproject De Nieuwe Feniks geïntegreerd.

## Merken
Bekende merken waren het bleekmiddel Azon en het afwasmiddel Abro (A. Broek). Later produceerde men Dubro (Dubbel Broek, vanwege de dubbele concentratie). In elke doorzichtige glazen fles zaten aanvankelijk drie glazen knikkers, later vierkante pastelkleurige zachtplastic kralen, die aan elkaar geklikt konden worden tot armbanden en dergelijke. Dit stimuleerde de verkoop aanzienlijk. Ook waren er Helder Mientje, Nibro (textielversteviger) en Fambro (shampoo). Ook spiritus en ammoniak werden verkocht.
De overname van de Apeldoornse firma Emka bracht ook de merknaam Glorinne, later Glorix genaamd, in het pakket, alsmede Robijn.

## Bron
- Dick Hogenkamp, De zeepfabriek De Fenix aan de Lijnbaan in Zwolle. DalfsenNet (24 januari 2010). Geraadpleegd op 26 januari 2016. .